# Andisiwe Mgcoyi
Andisiwe Mgcoyi (3 de julho de 1988) é uma futebolista profissional sul-africana que atua como atacante.

## Carreira
Andisiwe Mgcoyi fez parte do elenco da Seleção Sul-Africana de Futebol Feminino, nas Olimpíadas de 2012. 